# John Graham Bell
Pour les articles homonymes, voir John Bell et Bell.
John Graham Bell (12 juillet 1812 - octobre 1899) est un taxidermiste et collectionneur américain. Il a voyagé avec John James Audubon jusqu'à la rivière Missouri en 1843. Il a également enseigné la taxidermie à Theodore Roosevelt.
Le Bruant de Bell (Artemisiospiza belli) et le Viréo de Bell (Vireo bellii) portent son nom.
Bell vivait à Tappan, dans l'État de New York, où il est enterré.